# Reda Belahyane
Reda Belahyane (in arabo رضا بلحيان;‎?; Aubervilliers, 1º giugno 2004) è un calciatore marocchino con cittadinanza francese, centrocampista della  Lazio  e della nazionale marocchina.

## Caratteristiche tecniche
Di ruolo centrocampista, dispone di buon dribbling e rapidità. Abile nei contrasti (nonostante la stazza ridotta), gli anticipi e nei recuperi palla, si distingue anche per la personalità, la sfrontatezza e la freddezza con cui scende in campo.

## Carriera

### Club

#### Nizza
Belahyane è cresciuto nel settore giovanile del Nizza, con cui ha firmato il primo contratto professionistico il 20 ottobre 2021. Ha debuttato in prima squadra il 3 marzo 2023 nell'incontro di Ligue 1 pareggiato 1-1 contro l'Auxerre.

#### Verona
Il 25 gennaio 2024 è stato ceduto a titolo definitivo al Verona. Ha debuttato in Serie A il 17 febbraio seguente nell'incontro pareggiato 2-2 contro la Juventus.
Dopo essere sceso in campo, giocando due partite nei primi sei mesi sotto la guida di Marco Baroni, nel 2024-2025, con l'arrivo di Paolo Zanetti sulla panchina degli scaligeri, viene promosso titolare e colleziona 24 presenze totali con la maglia del Verona.

#### Lazio
Il 3 febbraio 2025 viene acquistato dalla Lazio a titolo definitivo.
Il 22 febbraio 2025 esordisce con la maglia biancoceleste nella partita pareggiata 0-0 contro il Venezia.

### Nazionale
Dopo avere disputato 5 partite con la nazionale francese Under-18 nel 2022, successivamente ha optato per rappresentare il Marocco, nazionale delle sue origini, da cui è stato convocato per la prima volta il 3 ottobre 2024. Dodici giorni dopo esordisce con la selezione marocchina nel successo per 4-0 contro la Rep. Centrafricana.

## Statistiche

### Presenze e reti nei club
Statistiche aggiornate al 23 aprile 2025.
| Stagione        | Squadra         | Campionato      | Campionato | Campionato | Coppe nazionali | Coppe nazionali | Coppe nazionali | Coppe continentali | Coppe continentali | Coppe continentali | Altre coppe | Altre coppe | Altre coppe | Totale | Totale |
| Stagione        | Squadra         | Comp            | Pres       | Reti       | Comp            | Pres            | Reti            | Comp               | Pres               | Reti               | Comp        | Pres        | Reti        | Pres   | Reti   |
| --------------- | --------------- | --------------- | ---------- | ---------- | --------------- | --------------- | --------------- | ------------------ | ------------------ | ------------------ | ----------- | ----------- | ----------- | ------ | ------ |
| 2021-2022       | Nizza 2         | N3              | 24         | 1          | -               | -               | -               | -                  | -                  | -                  | -           | -           | -           | 24     | 1      |
| 2022-2023       | Nizza 2         | N3              | 12         | 2          | -               | -               | -               | -                  | -                  | -                  | -           | -           | -           | 12     | 2      |
| Totale Nizza 2  | Totale Nizza 2  | Totale Nizza 2  | 36         | 3          |                 | -               | -               |                    | -                  | -                  |             | -           | -           | 36     | 3      |
| 2022-2023       | Nizza           | L1              | 4          | 0          | CF              | 0               | 0               | UECL               | 2                  | 0                  | -           | -           | -           | 6      | 0      |
| 2023-gen. 2024  | Nizza           | L1              | 1          | 0          | CF              | 1               | 0               | -                  | -                  | -                  | -           | -           | -           | 2      | 0      |
| Totale Nizza    | Totale Nizza    | Totale Nizza    | 5          | 0          |                 | 1               | 0               |                    | 2                  | 0                  |             | -           | -           | 8      | 0      |
| gen.-giu. 2024  | Verona          | A               | 2          | 0          | CI              | 0               | 0               | -                  | -                  | -                  | -           | -           | -           | 2      | 0      |
| 2024-feb. 2025  | Verona          | A               | 22         | 0          | CI              | 0               | 0               | -                  | -                  | -                  | -           | -           | -           | 22     | 0      |
| Totale Verona   | Totale Verona   | Totale Verona   | 24         | 0          |                 | 0               | 0               |                    | -                  | -                  |             | -           | -           | 24     | 0      |
| feb.-giu. 2025  | Lazio           | A               | 6          | 0          | CI              | 0               | 0               | UEL                | -                  | -                  | -           | -           | -           | 6      | 0      |
| Totale carriera | Totale carriera | Totale carriera | 71         | 3          |                 | 1               | 0               |                    | 2                  | 0                  |             | -           | -           | 74     | 3      |

### Cronologia presenze e reti in nazionale
| Cronologia completa delle presenze e delle reti in nazionale ― Marocco | Cronologia completa delle presenze e delle reti in nazionale ― Marocco | Cronologia completa delle presenze e delle reti in nazionale ― Marocco | Cronologia completa delle presenze e delle reti in nazionale ― Marocco | Cronologia completa delle presenze e delle reti in nazionale ― Marocco | Cronologia completa delle presenze e delle reti in nazionale ― Marocco | Cronologia completa delle presenze e delle reti in nazionale ― Marocco | Cronologia completa delle presenze e delle reti in nazionale ― Marocco |
| Data                                                                   | Città                                                                  | In casa                                                                | Risultato                                                              | Ospiti                                                                 | Competizione                                                           | Reti                                                                   | Note                                                                   |
| ---------------------------------------------------------------------- | ---------------------------------------------------------------------- | ---------------------------------------------------------------------- | ---------------------------------------------------------------------- | ---------------------------------------------------------------------- | ---------------------------------------------------------------------- | ---------------------------------------------------------------------- | ---------------------------------------------------------------------- |
| 15-10-2024                                                             | Oujda                                                                  | Rep. Centrafricana                                                     | 0 – 4                                                                  | Marocco                                                                | Qual. Coppa d'Africa 2025                                              | -                                                                      | 81’                                                                    |
| Totale                                                                 |                                                                        | Presenze                                                               | 1                                                                      |                                                                        | Reti                                                                   | 0                                                                      |                                                                        |